# Демохар
Демохар (др.-греч. Δημοχάρης; около 355 до н. э. — ок. 275 до н. э.) — афинский историк, оратор и государственный деятель. Племянник Демосфена.
За время политической карьеры Демохара дважды изгоняли из Афин. В целом, несмотря на ряд противоречивых законодательных инициатив, Демохар запомнился афинянам как честный и принципиальный политик, который ставил интересы города выше своих собственных. После смерти в его честь в городе была установлена статуя.

## Биография
Демохар родился в Афинах в семье Лахета из Левконои, предположительно, между 360 и 350 годами до н. э. Его матерью была сестра знаменитого политика и оратора Демосфена.
Демохар, как и его дядя Демосфен, стал политиком демократической антимакедонской партии. Первое упоминание Демохара в античных источниках связано с его участием в посольстве к македонскому царю Филиппу II. Сенека писал, что когда тот обратился к послам с вопросом: «Скажите мне, что я мог бы сделать для афинян приятного?» — Демохар ответил: «Повеситься». Филипп приказал отпустить его домой целым и невредимым, чтобы афиняне знали, «что люди, говорящие подобные слова, куда более высокомерны, чем те, кто позволяет говорить их себе безнаказанно». Современные историки по разному оценивают данный фрагмент, однако, преимущественно считают, что описанная история недостоверна.
В конце 322 года до н. э. Демохар выступил на Народном собрании с призывом отказать правителю Македонии Антипатру выдать антимакедонских ораторов. Впоследствии, когда в честь Демохара установили статую в Пританее, то он был изображён в длинной одежде, опоясанный мечом, в том виде, в котором пришёл в 322 году до н. э. на Народное собрание. После поражения Афин в Ламийской войне в том же 322 году до н. э. Демохар уехал из города и вернулся только после падения тирании Деметрия Фалерского в 307 году до н. э.
В Афинах Демохар стал одним из политических лидеров. Он инициировал ремонт оборонительных сооружений Афин и Пирея, в том числе и Длинных стен, заключение союза с Беотией. В промежутке между 307 и 305 годами до н. э. он поддержал закон некоего Софокла, который предполагал подчинение философских школ государственному контролю. В первую очередь, по мнению И. Е. Сурикова, он был направлен против созданной Аристотелем школы перипатетиков, которые со времени своего появления придерживались промакедонской позиции. Следствием принятия закона Софокла стало изгнание философов из Афин. Вскоре закон, несмотря на противодействие Демохара, был отменён, а философы вернулись в город. К этому времени также относится оскорбление Демохара в одной из комедий Архедиком. Также, Диоген Лаэртский передаёт историю о том, как Демохар оскорбил знаменитого философа и родоначальника стоицизма Зенона словами: «Стоит тебе сказать или написать Антигону, чего тебе надобно, и он тотчас все тебе даст!». После этого Зенон перестал разговаривать с Демохаром.
Конфликт Демохара с другим афинским политиком Стратоклом, который запомнился подхалимством царю Деметрию Полиоркету, завершился его повторным изгнанием в 303 году до н. э. Согласно Плутарху, причиной мести со стороны Стратокла стала всего одна фраза Демохара. Стратокл предложил Народному собранию принять постановление: «Афинский народ постановляет — всё, что ни повелит царь Деметрий, да будет непорочно в глазах богов и справедливо в глазах людей». На слова кого-то из граждан, что Стратокл безумец, раз предлагает такое постановление, Демохар отметил: «Напротив, он был бы безумцем, если бы не был безумцем»
В 288/287 году до н. э., приблизительно через 17 лет после изгнания, афиняне разрешили Демохару вернуться. По возвращении Демохар предпринял ряд мер по ограничению расходов на правительственный аппарат. Также он возглавил посольство к фракийскому царю Лисимаху, от которого Афины получили 130 талантов и инициировал отправку послов в Египет, которые привезли в Афины ещё 50 талантов. Ещё одной инициативой Демохара стало возвращение под контроль Афин военным путём Элевсина.
В 280/279 году до н. э. Демохар убедил афинян воздвигнуть общественный памятник в честь своего дяди Демосфена с соответствующей надписью, а также назначены другие посмертные почести. Среди прочего, потомки Демосфена получили право на бесплатный обед в Пританее. Демохар умер около 275 года до н. э. или несколько позднее. После его смерти сын Демохара Лахет предложил и добился указа воздвигнуть в честь отца статую.

## Творчество. Оценки
Согласно Цицерону, Демохар был автором истории своего времени, написанной, скорее, в ораторском, чем в историческом стиле. Труд Демохара состоял как минимум из 21 книги, так как Афиней цитирует один из фрагментов двадцать первой книги. Само сочинение не сохранилось, однако из трудов других авторов до наших дней дошёл ряд цитат, которые во «Фрагментах греческих историков» под изданием К. Мюллера занимают пять страниц.
Сын Демохара Лахет, который добился установки статуи в честь своего отца, подчёркивал, что он был единственным политиком своего времени, который не сделал ничего против афинской демократии. По оценке Цицерона, Демохар был представителем группы ораторов, чьи речи отличала «изнеженность и расслабленность». Плутарх охарактеризовал его человеком, который «не уступал никому ни красноречием, ни проницательностью, ни мужеством»; Полибий — человеком благородного происхождения и хорошего воспитания, которому афиняне делегировали широкие полномочия, что свидетельствует о его высоких личностных качествах; Клавдий Элиан привёл анекдот в котором Демохар критиковал толпу за «злоязычие».
Для Х. Хабихта Демохар представлял ту группу афинских политиков, которые «ещё грезили об империалистическом прошлом» своего родного полиса. И. Е. Суриков подчёркивал, что в то время Афины потеряли своё прежнее политическое значение и, соответственно, их политики, в том числе и Демохар, если и были крупными, то только на местном уровне.

### Исследования
- Демохар // Античные писатели. Словарь. — СПб.: Лань, 1999.
- Суриков И. Е. Античная Греция: политики в контексте эпохи. На пороге нового мира. — М.: Русский фонд содействия образованию и науке, 2015. — 392 с. — ISBN 978-5-91244-140-0.
- Хабихт Х. Афины. История города в эллинистическую эпоху / Подготовка к изданию и перевод Ю. Г. Виноградова. — М.: Ладомир, 1999. — ISBN 5-86218-339-6.
- Chisholm Hugo. Demochares (англ.). Encyclopædia Britannica (1911). Дата обращения: 2 марта 2025.
- Heckel W. Who's Who in the Age of Alexander and his Successors. From Chaironea to Ipsos (338—301 BC) (англ.). — Barnsley: Greenhill Books, 2021. — 554 p. — ISBN 978-1-78438-648-1.
- Henderson Jeffrey. A Brief History of Athenian Political Comedy (c. 440-c. 300) (англ.) // Transactions of the American Philological Association. — The Johns Hopkins University Press, 2013. — Vol. 143, no. 2. — P. 249—262. — JSTOR 43830262.
- Demochares Leuconoensis // Fragmenta historicorum graecorum (лат.) / Carolus Müllerus. — Paris: Ambrosio Firmin Didot, 1848. — Т. II.
- Paschidis P. Between City and King. Prosopographical Studies on the Intermediaries between the Cities of the Greek Mainland and the Aegean and the Royal Courts in the Hellenistic Period (322—190 BC) (англ.) / Research Centre for Greek and Roman Antiquity; National Hellenic Research Foundation. — ΜΕΛΕΤΗΜΑΤΑ. — Athens, 2008. — Vol. 59. — ISBN 978-960-7905-44-4.
- Romm J. Demetrius Sacker of Cities (англ.). — New Haven & London: Yale University Press, 2022. — ISBN 978-0-300-25907-0.
- Smith L. C. Demochares of Leuconoe and the Dates of His Exile (англ.) // Zeitschrift für Alte Geschichte. — Franz Steiner Verlag, 1962. — January (vol. 11, no. 1). — P. 114—118. — JSTOR 4434730.
- Swoboda H[нем.]. Demochares 6 // Paulys Realencyclopädie der classischen Altertumswissenschaft :  [нем.] / Georg Wissowa. — Stuttgart : J. B. Metzler’sche Verlagsbuchhandlung, 1901. — Bd. IV,2. — Kol. 2863—2867.